# Hollister (Oklahoma)
Hollister – miasto w Stanach Zjednoczonych, w stanie Oklahoma, w hrabstwie Tillman.